# Bernd Oldenkott
Bernd Adrian Oldenkott (* 22. September 1925 in Dortmund; † 21. Oktober 2020) war ein deutscher Diplomat, der unter anderem zwischen 1979 und 1984 Botschafter in Nigeria, von 1984 bis 1988 Botschafter in Äthiopien sowie zuletzt zwischen 1988 und 1990 Botschafter in Thailand war.

## Leben
Bernd Oldenkott, Enkel des Tabakfabrikanten Jacob Bernhard Oldenkott sowie Sohn des Tabakfabrikanten Paul Oldenkott und dessen Frau Annemarie von Guérard (Tochter von Theodor von Guérard) wuchs auf in Ahaus (Westf.) auf. Sein Bruder Paul Theodor ist ein bekannter Neurochirurg. Nach dem Abitur 1943 leistete er während des Zweiten Weltkrieges Reichsarbeitsdienst und Wehrdienst. 1944 wurde er an die Ostfront versetzt und zuletzt 1945 zum Leutnant befördert, ehe er zuletzt in Kriegsgefangenschaft geriet. Nach seiner Entlassung begann er 1947 ein Studium der Rechtswissenschaften an der Universität zu Köln. 1947 trat er als Mitglied der katholischen Studentenverbindung A.V. Rheinstein Köln bei. Nachdem er 1951 die Erste sowie 1954 die Zweite juristische Staatsprüfung abgelegt hatte, war er zwischen 1954 und 1955 als Rechtsanwalt in Ahaus tätig.
1955 trat Oldenkott in den Auswärtigen Dienst ein und legte 1957 die diplomatisch-konsularische Abschlussprüfung für den Höheren Auswärtigen Dienst ab. Im Anschluss war er zwischen 1957 und 1959 Vizekonsul am Konsulat in Houston sowie von 1959 bis 1962 Legationsrat in der Zentrale des Auswärtigen Amtes in Bonn. Nach einer Verwendung zwischen 1962 und 1967 als Erster Sekretär an der Botschaft in Indien war er von 1967 bis 1971 Vortragender Legationsrat im Auswärtigen Amt sowie zwischen 1971 und 1974 Botschaftsrat in Indonesien. Nach seiner Rückkehr fungierte er zwischen 1974 und 1979 als Referatsleiter in der Außenpolitischen Abteilung des Bundeskanzleramts in Bonn.
1979 übernahm Oldenkott als Nachfolger von Heinz Dröge seinen ersten Botschafterposten und fungierte bis zu seiner Ablösung durch Jürgen von Alten 1984 als Botschafter in Nigeria. Im Anschluss wurde er 1984 Nachfolger von Rüdiger von Pachelbel Botschafter in Äthiopien und verblieb auf diesem Posten bis 1988, woraufhin Kurt Stöckel seine dortige Nachfolge antrat. Zuletzt übernahm Oldenkott 1988 von Helmut Rückriegel das Amt als Botschafter der Bundesrepublik Deutschland in Thailand. Er bekleidete dieses bis zu seinem Eintritt in den Ruhestand 1990 und wurde daraufhin von Berthold von Pfetten-Arnbach abgelöst.
Aus seiner am 16. Mai 1957 mit Anita Müller geschlossenen Ehe gingen drei Kinder hervor.

## Ehrungen
- 1983:  Verdienstkreuz 1. Klasse des Verdienstordens der Bundesrepublik Deutschland

## Weblink
- Eintrag in prabook.com